# Исанов, Насирдин Исанович
Насирдин Исанович Исанов (кирг. Насирдин Исан уулу Исанов; 7 ноября 1943, Кок-Бель, Ноокатский район, Ошская область, Киргизская ССР — 29 ноября 1991, Кыргызстан) — киргизский государственный деятель, первый премьер-министр независимого Кыргызстана, академик Инженерной академии СССР.

## Биография
В 1960 году — рабочий треста «Мосжилстрой» в Москве.
В 1961 году поступил на учёбу и в 1966 году окончил Московский инженерно-строительный институт. По окончании — мастер, прораб участка строительно-монтажного управления «Ошгорстрой» министерства строительства Киргизской ССР, главный технолог треста «Ошгорстрой», главный инженер СМУ № 5 треста «Ошгорстрой».
В 1969 году вступил в члены Коммунистической партии. С 1970 инструктор отдела строительства Ошского обкома партии, секретарь парткома управления строительства «Нарынгидроэнергострой» Киргизской ССР. С 1974 года — первый секретарь Ошского обкома комсомола.
В 1976 году окончил Алма-атинскую высшую партийную школу. Заместитель заведующего, заведующий отделом строительства и городского хозяйств ЦК Компартии Киргизии. С 1983 года — министр строительства Киргизской ССР. С 1986 года — первый заместитель председателя Государственного строительного комитета Киргизской ССР — министр Киргизской ССР. С октября 1988 года — председатель Иссык-Кульского облисполкома.
В 1990 году стал кандидатом экономических наук. С декабря — в должности вице-президент Республики Кыргызстан. В январе 1991 года был назначен Премьер-министром Республики Кыргызстан. Народный депутат СССР с 8 октября 1991 года.
29 ноября 1991 года погиб в автокатастрофе — автомобиль, в котором находился Исанов, столкнулся с грузовиком на автодороге Джалал-Абад — Ош.
Похоронен на Ала-Арчинском кладбище в г. Бишкеке.

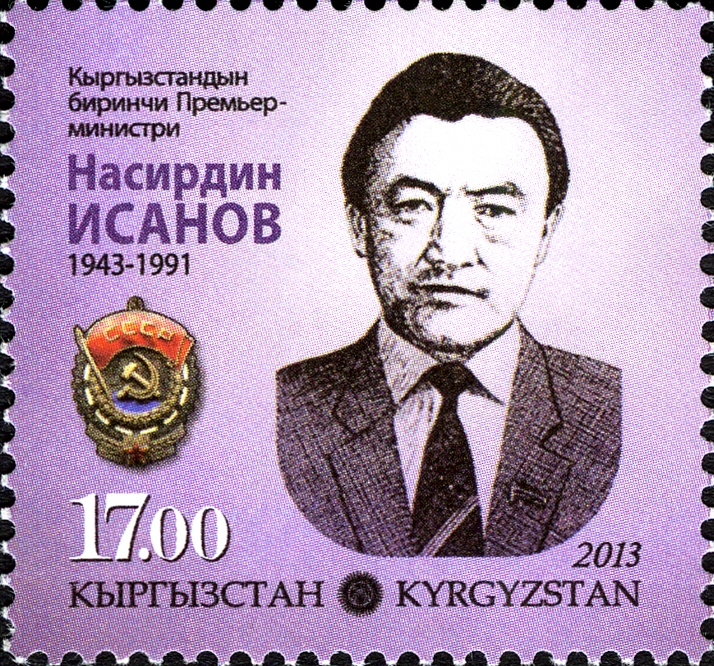
Почтовая марка Кыргызстана, посвящённая 70-летию со дня рождения Насирдина Исанова. 2013 год

## Память
- В честь политика названа одна из центральных улиц Бишкека
- В честь политика названо одно из высших учебных заведений Кыргызстана.
- В 2003 году был установлен памятник в бульваре Эркиндик.

## Награды
- Герой Киргизской Республики (август 2023, посмертно)[1]
- Орден Трудового Красного Знамени
- Орден «Знак Почёта»